# لازار کارویچ
لازار کارویچ (به زبان سیریلیک: Лазар Царевић؛ زاده ۱۶ مارس ۱۹۹۹) یک فوتبالیست اهل مونته‌نگرو است که در پست دروازه‌بان برای بارسلونا بی و همچنین تیم ملی مونته‌نگرو بازی می‌کند.

## دوران باشگاهی
کارویچ دوران بازی برای بزرگسالان خود را با گربالج در لیگ اول مونته‌نگرو در سال ۲۰۱۵ آغاز کرد. او در ۲۹ مه ۲۰۱۷ به بارسلونا بی منتقل شد. او در اولین فصل حضورش در آکادمی جوانان بارسلونا قهرمان لیگ جوانان یوفا ۱۷–۲۰۱۶ شد. در ۷ ژوئیه ۲۰۲۰، او قرارداد خود را با بارسلونا بی تا سال ۲۰۲۳ تمدید کرد. در ۶ نوامبر ۲۰۲۱، او برای اولین بار روی نیمکت تیم بزرگسالان بارسلونا برای بازی مقابل سلتاویگو در لا لیگا ظاهر شد.

## دوران ملی
کارویچ یکی از ملی پوشان جوانان مونته‌نگرو است که برای تیم‌های زیر ۱۷، زیر۱۹ و زیر۲۱ سال مونته‌نگرو بازی کرده‌است. او اولین بازی خود را برای تیم ملی بزرگسالان مونته‌نگرو در باخت ۱– ۰ در یک بازی دوستانه مقابل ارمنستان در ۲۴ مارس ۲۰۲۲ انجام داد و به عنوان یار تعویضی در نیمه دوم به میدان رفت.

## زندگی شخصی
پدر کارویچ، مارکو کارویچ، سیاستمدار، تاجر و مدیر فوتبال مونته نگرویی است.